# Dècima
|  | Aquest article tracta sobre l'estrofa. Si cerqueu l'impost, vegeu «delme». |

La dècima és una estrofa de deu versos isosil·làbics, normalment heptasíl·labs, que segueix l'esquema abbaaccddc. Fou creada al segle xvi per l'escriptor pre-barroc castellà Vicente Espinel (1550-1624), per això també se l'anomena espinela. Aquesta estrofa no permet l'ús del punt entre el vers cinquè i el sisè, a fi d'unir les dues parts que la formen.
En la literatura catalana fou Francesc Vicent Garcia (1582-1623), més conegut com a Rector de Vallfogona, qui primer la va utilitzar. És el cas del poema A una dama, que patint una gran set, li don son galant un gerro d'aigua: 
| «                      | De la caritat vinguí a conseguir finor, puix que he apagat l'ardor a la que me'l causa a mi. Quann ab son preciós robí l'aigua ditxosa tocà ab vislumbres la il·lustrà de resplendor carmesina fent amb sa boca divina lo miracle del Canà. | » |
| — Rector de Vallfogona | |   |

En el segle XX han treballat aquesta composició autors tan diversos com Josep Maria López-Picó, Llorenç Moyà, Blai Bonet, Llorenç Vidal o Enric Casasses.